# Скоробогатов, Герман Александрович
Герман Александрович Скоробогатов (10 января 1937, Цугуловский дацан, Агинский аймак, Бурят-Монгольская АССР, РСФСР, СССР — 4 мая 2017) — советский и российский физик и химик, кандидат химических наук (1966), доктор физико-математических наук (1983), профессор химии Санкт-Петербургского государственного университета (1996), заведующий Лаборатории кинетики и фотохимии, член Американского математического общества, член Диссертационного совета Д212.232.37.

## Биография
Родился в местечке Цугуловский дацан (ныне село Цугол, Могойтуйский район, Агинский Бурятский округ, Забайкальский край, Российская Федерация) в семье военнослужащего. В 1959 году окончил химический факультет Ленинградского государственного университета им. А. Н. Жданова (ЛГУ). По окончании университета несколько лет работал в Институте химии силикатов АН СССР, затем поступил в аспирантуру химического факультета ЛГУ. По окончании аспирантуры работал в Научно-исследовательском химическом институте химического факультета Ленинградского (позднее С.-Петербургского) государственного университета младшим, затем старшим и ведущим научным сотрудником, одновременно преподавал на химическом факультете, с 1996 года — профессор.
С начала 1960-х годов Г. А. Скоробогатов проводил в ЛГУ исследования химических следствий радиоактивного распада атомов в органических молекулах. По результатом этих работ в 1966 году была защищена диссертация на соискание учёной степени кандидата химических наук «Химические следствия бета-распада углерода-14».
В 1971 году по инициативе Г. А. Скоробогатова на кафедре неорганической химии химического факультета была создана первая в ЛГУ лаборатория фотохимии и импульсного фотолиза. С первого дня её организации Г. А. Скоробогатов начал активное сотрудничество с учёными — Нобелевскими лауреатами — Н. Г. Басовым, А. М. Прохоровым, Н. Н. Семёновым. Совместно с крупнейшими физическими и химическими институтами — ГОИ, ГИПХ, ИХФ АН СССР — проводились исследования фотодиссоциативных лазеров на основе фторидозамещённых углеводородов. Был разработан метод перекрывающихся релаксаций для измерения констант скорости химических реакций рекомбинации в газе. По результатам этих работ шесть сотрудников Г. А. Скоробогатова защитили кандидатские диссертации, в 1983 году в Институте химической физики АН СССР им была успешно защищена диссертация на соискание учёной степени доктора физико-математических наук «Рекомбинация свободных радикалов и атомов в газе».
С середины 1980-х годов Г. А. Скоробогатов начинает работы по исследованию стимулированного излучения атомных ядер. Результатом этих работ было открытие коллективного ядерного сверхизлучения в изомерных переходах.
Наряду с экспериментальными исследованиями в области радиохимии, химической кинетики, ядерной физики, физики лазеров Г. А. Скоробогатов активно занимался теоретическими вопросами квантовой химии, квантовой механики, неравновесной термодинамики и статистической физики. Им создана концепция «полной квантовой механики», основанная на представлении о квантово-механическом движении, как немарковском случайном процессе. В частности, для двухуровневой квантовой системы было показано, что её эволюция во времени может быть представлена как немарковский чисто-разрывный случайный процесс. Была точно решена задача для классического дипольного взаимодействия двухуровнего атома с монохроматической электромагнитной волной при условии, что оба энергетических уровня атома нестабильны.
Г. А. Скоробогатовым предсказан эффект трёх-бозонного стимулированного рассеяния, дано обобщение статистики Больцмана для случая конечного числа колебательных степеней свободы в активной молекуле. Разработана новая модель колебательных химических реакций с периодическим осаждением (Петергофатор), предложена модель формирования колец Лизеганга в условиях стимулированного осаждения.
Последние годы жизни Г. А. Скоробогатов работал над нерешёнными проблемами термодинамики и статистической физики, в частности над разрешением парадоксов Лошмидта и Цермело-Пуанкаре, а также над проблемами необратимости в динамических системах.
Г. А. Скоробогатов проводил также исследования в области материаловедения, в ходе которых, частности, были определены кинетические и термодинамические свойства карбонилов железа и их роль в формировании монокристаллических волокон a-Fe16. Занимался экологическими исследованиями и разработками, в том числе проблемами очистки питьевой воды.
Г. А. Скоробогатов является автором ряда прикладных исследований в области химической и ядерной физики, внесших существенный вклад в укрепление обороноспособности Советского Союза и Российской Федерации.
Г. А. Скоробогатов является автором фундаментальных работ по теории систем, философии, социологии, биологии, теории глобальных процессов. Им опубликовано около 300 научных работ, в том числе 12 монографий и учебников, 10 авторских свидетельств, а также ряд публицистических статей и художественных произведений (в том числе под псевдонимом Герман А. С.).

## Основные теоретические и экспериментальные результаты
Основные теоретические результаты:
1. Создана концепция «полной квантовой механики», основанная на представлении о квантово-механическом движении, как немарковском чисто-разрывном случайном процессе[3][4][5][6][7].
2. Предсказан эффект трех-бозонного стимулированного рассеяния[8][9][10].
3. Дано обобщение статистики Больцмана для случая конечного числа колебательных степеней свободы в активной молекуле[11].
4. Решена задача для классического дипольного взаимодействия двухуровнего атома с монохроматической электромагнитной волной при условии, что оба энергетических уровня атома нестабильны[12].
5. Получено уравнение движения системы реальных частиц, обладающих структурой, совместимое с необратимостью динамических процессов в классических и квантовых системах[13].

Основные экспериментальные результаты:
1. Разработан метод исследования химических следствий радиоактивного распада атомов в органических молекулах[14].
2. Разработан метод импульсного фотолиза иодидов[15].
3. Разработан метод перекрывающихся релаксаций для измерения констант скорости химических реакций рекомбинации в газе[16][17], защищена диссертация на соискание ученой степени доктора физико-математических наук «Рекомбинация свободных радикалов и атомов в газе».
4. Определены константы рекомбинации радикалов СF3, СН3 и др., определены конечные продукты изотермического пиролиза иодметанов, определена роль кластеров углерода в пиролизе иодметанов[18][19].
5. Открыто коллективное ядерное сверхизлучение в изомерных переходах[20][21].

Построена математическая модель глобальных социально-экономических процессов, предсказывающая глобальный мировой кризис в 30-40 е гг. CCI века при сохранении тенденций "устойчивого развития. Сделан прогноз развития современного глобализованного мира на основе описания процессов обмена и (пере)распределения материальных, энергетических или информационных ресурсов.
Построены общие детерминистские и стохастические модели экосистемы (жертва-хищник), химической системы (горючее-окислитель), экономической системы (ресурсы-индустрия).
Построена математическая модель процесса старения.
Предложена эволюционная концепция алкоголизма, объясняющая рост потребления алкоголя мужчинами и с течением времени в разных странах.
Разработаны методы очистки воды на основе использования шунгитов Карелии.
Опубликовал ряд публицистических работ, в которых рассматриваются социально-экономические проблемы и дается прогноз развития России и Мирового сообщества (см. www.antiglobalism.ru).

## Монографии и учебники
1. Г. А. Скоробогатов, В. Д. Нефедов. «Химические изменения, индуцированные реакцией (n, p)». В учебнике: «Радиохимия и химия ядерных процессов». М.: Госхимиздат, 1960, с.314-346.
2. Г. А. Скоробогатов, Д. В, Корольков. «Теоретическая химия». Учеб. пособие. СПб.: Изд-во СПбГУ, 2001. 428 с.
3. Г. А. Скоробогатов, Д. В, Корольков. «Основы теоретической химии». Учеб. пособие. М.: Изд-во «Академия», 2004. 348 с.
4. Г. А. Скоробогатов, Д. В, Корольков. «Теоретическая химия». Учебник. СПб.: Изд-во СПбГУ, 2005. 654 с.
5. Г. А. Скоробогатов, М. Ю. Панов, Д. В. Корольков. «Кинетика и катализ гомогенных реакций». Учеб. пособие. СПб.: Изд-во СПбГУ, 2008. 479 с.
6. Г. А. Скоробогатов, С. И. Свертилов, Ю. А. Ромашев. «Проблема необратимости в динамических системах». СПб.: Изд-во ВВМ, 2014. 191 с.[29]
7. И. А. Зверева, Г. А. Скоробогатов. «Синтетические перовскитоподобные слоистые оксиды: структура, синтез, свойства, применения». (2-е изд., испр.). СПб.: Изд-во ВВМ, 2010. 224с.
8. Ю. К. Калинин, А. И. Калинин, Г. А. Скоробогатов. «Шунгиты Карелии — для новых стройматериалов, в химическом синтезе, газоочистке, водоподготовке и медицине». СПб.: ВВМ, 2008. 220 с.
9. А. И. Калинин, Г. А, Скоробогатов. «Пить хочется … А можно ли? (Способы очистки водопроводной воды в домашних условиях.)». ПРОПО Санкт-Петербург, 1992 г., 44 с.
10. А. И. Калинин, Г. А, Скоробогатов. «Не пейте сырую воду! Кипяченую — тоже, а особенно — водопроводную! (Способы очистки водопроводной воды в домашних условиях.)» СПб.: НИИХ СПбГУ. 2000, 64 с.
11. А. И. Калинин, Г. А, Скоробогатов. «Осторожно! Водопроводная вода! (Ее химические загрязнения и способы доочистки в домашних условиях)». СПб.: Изд-во С.-Петерб. ун-та. 2003, 154 с.
12. Г. А. Скоробогатов, О. М. Саркисов. «Газофазная кинетика и фотохимия». М.: «Академия», 2006.

## Публицистические, философские и художественные произведения
1. Г. А. Скоробогатов. «Где искать новые фундаментальные законы природы?» В кн.: «На перекрестках химии» /ред. Р. В. Богданов/ Л.: изд. ЛГУ, 1980, с.148-165.
2. Г. А. Скоробогатов. «ОТО без законов сохранения?» Химия и Жизнь, 1981, № 8, с.19-20.
3. Г. А. Скоробогатов. «Сколько у природы законов?» Химия и Жизнь, 1981, № 12, с.50-56.
4. Г. А. Скоробогатов. «Внеземные цивилизации обнаружены!» Химия и Жизнь, 1982, № 12, с.118-120.
5. Г. А. Скоробогатов. «Где оно, „космическое чудо“?» Химия и Жизнь, 1983, № 12, с.99-104.
6. Г. А. Скоробогатов. «Кинетика с кибернетикой». Химия и Жизнь, 1984, № 7, с.29-33.
7. Г. А. Скоробогатов. «Больцмановские кинетические уравнения: от атомов до Вселенной». В кн. «Химия — традиционная и парадоксальная» /под ред. Р. В. Богданова/ Л.: изд. ЛГУ. 1985. с.289-311.
8. Г. А. Скоробогатов. «„Большой Взрыв“ можно переждать?» Химия и Жизнь, 1985, № 6, с.15.
9. Г. А. Скоробогатов. «Предел все-таки есть». Химия и Жизнь, 1985, № 9, с.87.
10. Г. А. Скоробогатов. «Если хочешь долго жить …». Химия и Жизнь, 1985, № 12, с.48-54.
11. Г. А. Скоробогатов. «Гразер — не фантастика». Химия и Жизнь, 1987, № 3, с.12-13.
12. А. И. Манохин, В. А. Резниченко, Г.А, Скоробогатов. «Титан, алюминий, магний». Наука и Жизнь, 1987, № 7, с.98-104.
13. Г. А. Скоробогатов. «Клетка размером с океан». Химия и Жизнь, 1988, № 12, с.26-29.
14. Г. А. Скоробогатов. «Кинетика, Кибернетика, Перестройка». Химия и Жизнь, 1990, № 6, с.13-18.
15. Б. Э. Дзевицкий, Г. А. Скоробогатов. «И все-таки гразер — не фантастика!» Химия и Жизнь, 1990, № 8, с.37.
16. Г. А. Скоробогатов. «Глобальная национальная идея государства трудящихся (России)». Материалы научно-практической конференции «Безопасность и экология СПб.» (11-13 марта 1999, секция Нац. Безопасн.), СПб.: изд. СПбГТУ, 1999, с.63-65.
17. Ф. В. Баллюзек, В. Я. Сквирский, Г. А. Скоробогатов. «Говорят ученые (на грани сенсаций): о питьевой воде и водопроводе, о лечебном серебре и алкоголе, о гиподинамии и диете,… чтобы жить 100 лет и возможно более…». СПб.: Типография «АНТТ-Принт», 2009. 190 с.
18. Ф. В. Баллюзек, Г. А. Скоробогатов. «Факторы долголетия: вода, экология, биохимия». СПб.: Изд-во СПбГУ, 2013. 280 с.
19. Герман А. С. «Путешествие из Москвы в Петербург». Санкт-Петербург. 2011.

## Основные научные статьи
На русском языке:
- Г. А. Скоробогатов. Возбуждение и ионизация атомов в результате бета-распада. Киев: Теор. Эксп. Химия, 1966, Т.2, в.1, с.26—36.
- Г. А. Скоробогатов, Б. Э. Дзевицкий. Некоторые следствия кинетической теории для бозонов. М.: Докл. АН СССР, 1973, Т.212, № 6, с.1332—1335.
- Г. А. Скоробогатов, В. Г. Селезнев, В. С. Комаров. Метод импульсного фотолиза иодидов RI с изменением начальных концентраций атомов йода импульсным полем стимулированного излучения йода. М.: Докл. АН СССР, 1974, Т.218, № 4, с.886-889.
- Г. А. Скоробогатов, В. Г. Селезнев, О. Н. Слесарь. Метод перекрывающихся релаксаций. Измерение абсолютных констант скорости конкурирующих реакций радикала CnF2n+1 и атомов J(2P1/2), J(2P3/2) в газовой фазе. М.: Докл. АН СССР, 1976, Т.231, № 6, с.1407-1410.
- Г. А. Скоробогатов, Н. Е. Фирсова. Трехбозонное стимулированное рассеяние. М.: ЖЭТФ, 1978, Т.75, № 7, с.17-25.
- Г. А. Скоробогатов. Введение в формулы теории РРКМ поправок на небольцмановость статистики, проистекающую от конечности числа колебательных степеней свободы в активной молекуле. М.: Докл. АН СССР, 1979, Т.247, № 5, с.1132-1136.
- Г. А. Скоробогатов, А. С. Коняева. Применение уравнений больцмановского типа для моделирования социальных явлений, связанных с распределением (перераспределением) ресурса. М.: Автоматика и телемеханика, 1980, № 11, с.85-93.
- Г. А. Скоробогатов. Марковские уравнения для стохастического движения броуновской и квантово-механической частиц. М.: Ж. Физич. Химии, 1987, Т.61, № 4, с.984-989.
- Г. А. Скоробогатов. Математическая модель процесса старения. СПб.: Цитология, 1994, Т.36, № 7, с.752.
- Г. А. Скоробогатов, С. И. Свертилов. Об описании квантово-механического движения аппаратом немарковских стохастических процессов. М.: Ядерная Физика, 1999, Т.62, № 2, с.285-290.
- Д. В. Корольков, Г. А. Скоробогатов, А. Г. Реброва, Барановский В. И. Роль кластеров углерода в пиролизе иодметанов. СПб.: Журн. Общ. Химии, 2006, Т.76, вып.2, с.259-264.
- Г. А. Скоробогатов, А. Г. Реброва, В. К. Хрипун. Изотермический пиролиз иодметанов в газе. СПб.: Журн. Общ. Химии, 2009. Т.79, вып.12, с.2015-2025.
- Г. А. Скоробогатов. Математическое моделирование глобальных социально-экономических процессов. Доклады методологического семинара ФИАН им. П. Н. Лебедева, РАН. М.: 2005. Вып.16. 62 с.
- Г. А. Скоробогатов, Ю. А. Ромашев. Детерминистское и стохастическое моделирования экосистемы (жертва-хищник), химической системы (горючее-окислитель), экономической системы (ресурсы-индустрия). СПб.: Экологическая химия, 2011. Т.20, № 3. С.129-149.
- Г. А. Скоробогатов, А. В. Бахтиаров, Ю. А. Ашмарова. Ионообменные свойства шунгитов, контактирующих с водой. СПб.: Экологическая химия, 2012. Т. 21, № 2. С.125-129.

На английском языке:
- G. A. Skorobogatov. The three-boson stimulated scattering behavior. Physics Letters, 1975, V.53A, N.1, P.72-74.
- G. A. Skorobogatov, B. P. Dimov, V. E. Khomenko. Recombination of I(2P3/2) atoms in perfluoroisoalkyliodides. Chemical Physics, 1979, V.42, N.1/2, P.73-79.
- G. A. Skorobogatov, B. E. Dzevitskii. New observations of collective nuclear superradiation in the isomeric transitions 125m2Te ® 125m1Te+hn(109.3 keV) and 123m2Te ® 123m1Te+hn(88.46 keV. Laser Physics, 1995, V.5, N.2, p. 258-267.
- G. A. Skorobogatov, B. E. Dzevitskii. Collective polynuclear superradiation rather than stimulated emission of Mossbauer radiation from 125m2Te and 123m2Te. Hyperfine Interactions, 1997, V.107, p. 401-411.
- G. A. Skorobogatov, S. I. Svertilov. Quantum mechanics can be formulated as a non-Markovian stochastic process. Physical Review (A), 1998, V.58, № 5, p. 3426-3432.
- G. A. Skorobogatov. Deduction of the Klein-Fock-Gordon equation from a non-Markovian stochastic equation for real pure-jump process. Intern. J. Quant. Chemistry, 2002, V.88, № 5, p. 614-623.
- G. A. Skorobogatov, Yu. A. Romashev. Interaction between a photon and a two-level atom with both unstable energy levels (towards some fallacious works of Kamenov-Bonchev and Greaves-Sajo Bohus-Groening). Il Nuovo Cimento, 1998, V.20D, N.9, p. 1257-1270.
- G. A. Skorobogatov, S. I. Svertilov. Quantum mechanics is a topic of the theory of real pure-jump non-Markovian stochastic processes. Intern. J. Theor. Physics, Group Theory & Nonlinear Optics, 2002, V.8, № 4, p. 367-397.
- G. A. Skorobogatov, S. I. Svertilov. Elimination of the incompleteness of classical dynamics. Universal J. of Physics & Application, 2013. V.1, N.3. P.249-273.